# Son Gil
Son Gil és un paratge situat a l'illa de Mallorca, al Nord del terme municipal de Maria de la Salut, concretament entre Sa Bisbal, Son Perot i Es Pujol.
Si bé els terrenys es troben al terme municipal de Maria de la Salut, la majoria de propietaris són de Santa Margalida. Tant és així que a Santa Margalida hi ha el "malnom" que fa referència a aquest topònim. S'aplica a persones que duen el cognom "Ordinas" o en descendeixen; són els coneguts com "En/na ... de Son Gil" (per exemple: En Pep de Son Gil).

## Geografia
A més de les Cases de Son Gil, actualment hi ha diverses residències i explotacions agrícoles. Principalment es tracta d'ametllerars i ramaderia ovina, excepte a la banda de Son Gil de Baix on hi ha figueral i cereals.